# Tak (província)
Tak é uma província da Tailândia. Sua capital é a cidade de Tak.

## Refugiados
De acordo com os dados do Alto Comissariado das Nações Unidas para os Refugiados de 2017, cerca de 60.000 dos 102.000 refugiados registrados da Tailândia na estão alojados em vários campos de refugiados na província de Tak, dos quais o acampamento de Mae La é o maior com cerca de 20 mil refugiados Karen. Este número tem decrescido de um máximo de 130.000 em 2006.